# Elvira Ramírez
Elvira Ramírez, född 935, död efter 986, var regent i kungariket León mellan 962 och 975 som förmyndare för sin brorson Ramiro III av León. Hon var den första kvinna som regerade Leon. 
Hon var dotter till Ramiro II av León. Hon blev nunna vid elva års ålder. 
Hennes bror Sancho I av León avled 962 och efterträddes av sin son Ramiro III, som var ett år gammal och behövde en förmyndarregent. I Leon föredrog man Elvira som regent framför kungens mor Teresa Ansúrez: dels för att Elvira inte var utlänning, och dels därför att hon var nunna och därmed inte skulle gifta sig med en man som kanske krävde att få delta i regeringen. Under sin tid som regent bar hon titeln drottning.
Elvira ledde förvaret mot vikingarna, som härjade Leon 968-69. Hon deltog också i den kristna koalition mot kalifatet Cordoba som bröt ut sedan hennes ambassadör förolämpat kalifen, vilket resulterat i ett muslimskt anfall och erövring av staden Gomez. Tillsammans med en kristen koalition attackerade hon kalifens styrkor vid Gomez. När kriget resulterade i nederlag, avsattes hon som regent och ersattes med kungens mor Teresa Ansúrez. Hon nämns senast i en jordgåva 986. 